# Star Wars: Episode VI – Return of the Jedi
Star Wars: Episode VI - Return of the Jedi (Brasil: Star Wars: Episódio VI – O Retorno de Jedi; Portugal/PALOP: Star Wars: Episódio VI – O Regresso de Jedi) — lançado originalmente como Return of the Jedi (Brasil: O Retorno de Jedi; Portugal/PALOP: O Regresso de Jedi) — é um filme épico/space opera norte-americano de 1983, dirigido por Richard Marquand e escrito por Lawrence Kasdan e George Lucas, com base na história de Lucas, com Lucas como produtor executivo. Cronologicamente, é o sexto filme da saga Star Wars, e o primeiro a utilizar a tecnologia THX.
A história se passa aproximadamente um ano depois dos eventos de Star Wars Episode V: The Empire Strikes Back. O  Império Galático, sob a supervisão militar do impiedoso Darth Vader, começou a construção de uma segunda Estrela da Morte, visando aniquilar a Aliança Rebelde. Como o Imperador Palpatine, também conhecido como Darth Sidious, planeja supervisionar pessoalmente as etapas finais de sua construção, a Frota Rebelde dá início a um ataque em grande escala à Estrela da Morte, para evitar o término de sua construção e matar Palpatine, pondo efetivamente um fim ao Império. Neste meio tempo, Luke Skywalker, um líder rebelde e cavaleiro Jedi, luta para resgatar Vader, um ex-jedi que também é seu pai, de volta do Lado Sombrio da Força.
David Lynch e David Cronenberg foram considerados para dirigir o projeto, antes de Marquand assinar como diretor. A equipe de produção se baseou nos storyboards de Lucas durante a pré-produção; enquanto escreviam o roteiro, Lucas, Kasdan, Marquand e o produtor Howard Kazanjian passaram duas semanas em reuniões, discutindo ideias para a sua construção. A agenda de Kazanjian adiou as filmagens em algumas semanas, para permitir à Industrial Light & Magic que trabalhasse os efeitos especiais do filme na pós-produção. As filmagens ocorreram na Inglaterra, Califórnia e Arizona, de janeiro a março de 1982, e Lucas esteve em comando dos trabalhos da segunda unidade. A produção do filme foi envolta em segredo, e recebeu o título de Blue Harvest (literalmente "Colheita Azul"), para evitar especulações sobre seus custos.
O filme foi lançado nos cinemas em 25 de maio de 1983, recebendo críticas positivas em sua maior parte. Espectadores, no entanto, consideraram o filme num patamar levemente abaixo do que os anteriores. Obteve mais de 475 milhões de dólares ao redor do mundo, e diversos lançamentos em vídeo e no cinema foram feitos durante os 20 anos seguintes. A série Star Wars continuou com Star Wars Episode I: The Phantom Menace, dando início a trilogia prequela. O subtítulo Episódio VI estava presente na abertura original de 83, mas ausente do material de divulgação, como aconteceu com O Império Contra-Ataca.
O título do filme deveria ser Revenge of the Jedi (A Vingança dos Jedi), mas um pouco antes da estreia George Lucas retornou à ideia inicial adotando o nome conhecido até hoje – e que significa, mais exatamente, O Retorno dos (Cavaleiros) Jedi. O motivo para tal decisão seria o de que um Jedi nunca se vingaria, a não ser que quisesse passar para o Lado Sombrio da Força. A vantagem é que esta decisão eliminou o conflito que poderia vir com o título (corretamente traduzido) do terceiro filme da série cronológica, Star Wars: Episódio III - A Vingança dos Sith.

## Enredo
Um ano após os acontecimentos de O Império Contra-Ataca, o Império Galáctico constrói secretamente uma base na lua florestal de Endor, que projeta um campo de força para proteger uma nova Estrela da Morte, que ainda está em fase de construção em sua órbita, e o Imperador Palpatine (Darth Sidious) esboça um plano para acabar com a Aliança Rebelde de uma vez por todas. Darth Vader, sob as ordens do Imperador, prepara-se para reencontrar e trazer seu filho à sua presença, para que seja consumado o objetivo de Palpatine de destruir a Aliança Rebelde e o último cavaleiro Jedi em um só golpe.
Em Tatooine, C-3PO e R2-D2 estão a caminho do palácio de Jabba, o Hutt para entregar uma mensagem de Luke Skywalker a fim de negociar a vida de Han Solo. Dentro do palácio, eles exibem a mensagem de Luke a Jabba que não aceita o acordo e fica com R2-D2 e C-3PO para si mesmo — pois Luke os havia dado a Jabba como presente na mesma mensagem. Enquanto Jabba se diverte com sua banda musical, o caçador de recompensas Boushh aparece para lhe vender Chewbacca, que estava preso. Após Chewie ser trancado em uma cela, Boushh vai até Han, que ainda estava congelado em carbonita, e o liberta. Boushh retira seu capacete, revelabdi ser a Princesa Leia Organa disfarçada, mas os dois acabam sendo presos por Jabba. Na manhã seguinte, Luke chega ao palácio e faz uma última oferta a Jabba por seus amigos incluindo Leia, que havia sido obrigada a ser escrava de Jabba. Ele recusa e joga Luke em um alçapão que o leva ao poço do Rancor, uma enorme fera carnívora que é como um animal de estimação de Jabba. Ele tenta comer Luke, que consegue matá-lo para a surpresa de Jabba e seus hóspedes. Jabba fica furioso e ordena que Solo, Luke e Chewie sejam levados ao grande poço de Carkoon, no Mar das Dunas, onde vive a criatura Sarlacc. Lá Jabba assiste seus inimigos serem dados como alimento para a criatura. Luke é o primeiro, mas logo saca seu novo sabre de luz e liberta seus amigos junto com Lando Calrissian, que estava disfarçado como um dos guardas. Com a ajuda de R2, Leia se liberta de Jabba e o mata enforcado com as correntes que a prendiam, com o veículo de Jabba sendo destruído em seguida.
Luke retorna a Dagobah para completar seu treinamento Jedi, mas o Mestre Yoda afirma que doente e à beira da morte. Yoda afirma a Luke diz que a sua formação como aprendiz foi concluída, e que agora Luke é o último Jedi. Antes de morrer e se tornar um com a Força, Yoda diz a Luke que este deve enfrentar Darth Vader novamente, e confirma que ele é de fato seu pai; também lhe revelando há outro Skywalker. O espírito de Obi-Wan Kenobi aparece, e Luke o confronta sobre este ter mentido sobre a verdadeira identidade de Vader. Obi-Wan explica que seu pai foi seduzido para o Lado Sombrio da Força, deixando de ser Anakin Skywalker e se tornando Darth Vader, "matando" assim Anakin. Ele também revela que Leia e Luke são irmãos gêmeos, e que foram separados de sua mãe (Padmé Amidala; que morreu após o parto) no nascimento e escondidos para proteger-lhes tanto de Vader quanto de Palpatine.
Após o resgate de Han, a Aliança Rebelde faz um plano para destruir a nova Estrela da Morte, ainda parcialmente construída e protegida apenas por um escudo defletor interplanetário, emitido da base imperial em Endor, ao redor da qual a estação em construção orbita. Uma pequena equipe de assalto deverá passar o bloqueio planetário através de códigos imperiais fornecidos pela rede de espionagem Bothan, desativar a estação emissora do escudo defletor e aguardar a chegada da frota rebelde para destruir a Estrela da Morte, antes desta atingir o nível de funcionalidade para se autodefender. Assim, um pequeno cargueiro imperial consegue passar o bloqueio e infiltrar-se na lua de Endor. É lá que os rebeldes conhecem os ewoks, uma raça de seres semelhantes a pequenos ursos, com um estilo de vida ainda primitivo e organização social tribal. Contudo os ewoks mostrar-se-iam essenciais para a destruição da central emissora, inicialmente protegida por uma legião das melhores tropas imperiais que, segundo o Imperador, já aguardavam o assalto rebelde. Através de variadíssimas armadilhas e tácticas de emboscada, os nativos ewoks conseguem surpreender as fileiras imperiais e, juntamente com o pequeno exército rebelde, tomar a estação emissora do escudo defletor que é detonada em seguida.
Enquanto isso, já a frota rebelde se encontrava no espaço próximo da lua de Endor, pronta para atacar a estação espacial desarmada, caindo em cheio na armadilha montada por Palpatine. É Lando Calrissian, a bordo da Millennium Falcon que se aperceberá a tempo do esquema imperial, devido à estranha inatividade da massiva frota imperial que se encontrava juntamente em órbita com a Estrela da Morte, avisando o Almirante Ackbar a retirar com as naves para uma distância segura. Uma descarga proveniente da própria Estrela da Morte que destruiu um cruzador Nebulon, revelaria por fim a verdadeira natureza da armadilha - a aniquilação completa da Aliança Rebelde.
Aquando o assalto à estação emissora em Endor, Luke Skywalker, ciente do que o seu destino lhe reserva, decide entregar-se e enfrentar Darth Vader, o homem que um dia já foi Anakin Skywalker, seu pai. Luke, previamente avisado por Yoda que a sua prova de fogo para justificar o seu título de Cavaleiro Jedi seria enfrentar Vader, vislumbrava agora uma réstia de luz e bondade no coração do seu pai, enclausurado dentro da horrível armadura mecânica que o mantém vivo. Luke tentará ainda persuadir o pai a ouvir a sua consciência ao perceber que este estava em conflito, mas este nega o suposto conflito interno e com suas próprias palavras diz "Agora é tarde demais para mim, filho". Vader levará assim o filho à presença do Imperador Palpatine, onde segundo as suas palavras, Luke se converterá ao Lado Sombrio.
Confrontando a assustadora presença do próprio Imperador, Luke é então constantemente tentado a usar a sua raiva para o atacar, completando assim a sua jornada para o Lado Sombrio da Força. Luke mantém a sua compostura ainda durante algum tempo, mas após a revelação da armadilha em que a frota rebelde mergulharia assim que entrasse na órbita da lua, por parte do próprio Imperador, seguida da primeira descarga da nova Estrela da Morte que começará a dizimar a frota rebelde, Luke se enche de raiva e tenta atacar Sidious com o seu sabre de luz, propositadamente posto ao seu alcance. Vader bloqueia este ataque direto ao seu mestre e assim pai e filho começam o duelo que decidirá o futuro da galáxia à medida que o Lado Sombrio da Força cresce.
Durante o duelo, Vader descobre que Luke tem uma irmã, e ameaça trazê-la para o Lado Sombrio. Enfurecido, Luke ataca Vader e mutila o seu braço direito protético (o braço direito orgânico original de Vader foi decepado anos antes pelo Conde Dookan em Geonosis e depois suas pernas e mão esquerda orgânicas foram decepadas por Obi-Wan Kenobi em Mustafar). O Imperador suplica para Luke matar Vader e tomar o seu lugar, mas Luke recusa, declarando-se um Jedi como seu pai tinha sido antes dele. Na lua florestal de Endor, os Rebeldes derrotam as forças imperiais e destroem o gerador de escudo, permitindo que a frota Rebelde possa lançar seu ataque contra a Estrela da Morte. Ao mesmo tempo, um Palpatine furioso tortura Luke com Relâmpagos da Força. Sentindo compaixão e recusando-se a deixar seu filho morrer, Darth Vader se arrepende e volta a ser Anakin Skywalker mais uma vez, matando o Imperador, ao arremessá-lo no poço do Reator Principal com seu braço restante, cumprindo a profecia de que ele seria o único a destruir os Sith e restaurar o equilíbrio da Força, mas o próprio é mortalmente ferido no processo. Anakin pede a Luke para ajudar a remover a sua máscara, para que pudesse ver Luke com seus próprios olhos e com seu último suspiro, ele diz a seu filho que ainda havia bondade nele depois de tudo que aconteceu. Com aquelas últimas palavras, Anakin Skywalker morre e assim se cumpre a profecia: Ele era o escolhido para dar equilíbrio a Força, ao se converter ao Lado Luminoso da Força justamente antes de morrer.
Enquanto a batalha entre as frotas imperiais e da Aliança Rebelde continua, Lando lidera um grupo de naves rebeldes no núcleo da Estrela da Morte e destrói o Reator Principal. Luke escapa em uma nave com o corpo de seu pai, e a Millenium Falcon voa para fora da superestrutura da Estrela da Morte quando a estação explode. Em Endor, Leia revela a Han que Luke é seu irmão, e eles se beijam. Luke retorna para Endor e crema o corpo de seu pai em uma pira funerária. Enquanto isso, é mostrado em Bespin, Naboo, Coruscant (na qual se mostra a destruição das estátuas do Imperador) e em toda a galáxia a comemoração da vitória dos Rebeldes sobre o Império. Luke sorri quando ele vê os espíritos de Obi-Wan, Yoda, e o redimido Anakin os vigiando.

## Enquadramento no universoStar Wars
| Filmes e séries | Filmes e séries                     | Calendário ficcional (em anos) | Calendário ficcional (em anos) | Calendário ficcional (em anos) | Calendário ficcional (em anos) | Calendário ficcional (em anos) | Calendário ficcional (em anos) | Calendário ficcional (em anos) | Calendário ficcional (em anos) | Calendário ficcional (em anos) | Calendário ficcional (em anos) | Calendário ficcional (em anos) | Calendário ficcional (em anos) | Calendário ficcional (em anos) | Calendário ficcional (em anos) | Calendário ficcional (em anos) | Calendário ficcional (em anos) | Calendário ficcional (em anos) | Calendário ficcional (em anos) | Calendário ficcional (em anos) | Calendário ficcional (em anos) | Calendário ficcional (em anos) | Calendário ficcional (em anos) | Calendário ficcional (em anos) | Calendário ficcional (em anos) | Calendário ficcional (em anos) | Calendário ficcional (em anos) | Calendário ficcional (em anos) | Calendário ficcional (em anos) | Calendário ficcional (em anos) | Calendário ficcional (em anos) | Calendário ficcional (em anos) | Calendário ficcional (em anos) | Calendário ficcional (em anos) | Calendário ficcional (em anos) | Calendário ficcional (em anos) | Calendário ficcional (em anos) | Calendário ficcional (em anos) | Calendário ficcional (em anos) | Calendário ficcional (em anos) | Calendário ficcional (em anos) | Calendário ficcional (em anos) | Calendário ficcional (em anos) | Calendário ficcional (em anos) | Calendário ficcional (em anos) | Calendário ficcional (em anos) | Calendário ficcional (em anos) | Calendário ficcional (em anos) | Calendário ficcional (em anos) | Calendário ficcional (em anos) | Calendário ficcional (em anos) |
| Filmes e séries | Filmes e séries                     | Antes da Batalha de Yavin      | Antes da Batalha de Yavin      | Antes da Batalha de Yavin      | Antes da Batalha de Yavin      | Antes da Batalha de Yavin      | Antes da Batalha de Yavin      | Antes da Batalha de Yavin      | Antes da Batalha de Yavin      | Antes da Batalha de Yavin      | Antes da Batalha de Yavin      | Antes da Batalha de Yavin      | Antes da Batalha de Yavin      | Antes da Batalha de Yavin      | Antes da Batalha de Yavin      | Antes da Batalha de Yavin      | Antes da Batalha de Yavin      | Antes da Batalha de Yavin      | Antes da Batalha de Yavin      | Antes da Batalha de Yavin      | Antes da Batalha de Yavin      | Antes da Batalha de Yavin      | Antes da Batalha de Yavin      | Antes da Batalha de Yavin      | Antes da Batalha de Yavin      | Antes da Batalha de Yavin      | Antes da Batalha de Yavin      | Antes da Batalha de Yavin      | Antes da Batalha de Yavin      | Antes da Batalha de Yavin      | Antes da Batalha de Yavin      | Depois da Batalha de Yavin     | Depois da Batalha de Yavin     | Depois da Batalha de Yavin     | Depois da Batalha de Yavin     | Depois da Batalha de Yavin     | Depois da Batalha de Yavin     | Depois da Batalha de Yavin     | Depois da Batalha de Yavin     | Depois da Batalha de Yavin     | Depois da Batalha de Yavin     | Depois da Batalha de Yavin     | Depois da Batalha de Yavin     | Depois da Batalha de Yavin     | Depois da Batalha de Yavin     | Depois da Batalha de Yavin     | Depois da Batalha de Yavin     | Depois da Batalha de Yavin     | Depois da Batalha de Yavin     | Depois da Batalha de Yavin     | Depois da Batalha de Yavin     |
| Filmes e séries | Filmes e séries                     | 33                             | 32                             | 31                             | 30–24                          | 23                             | 22                             | 21                             | 20                             | 19                             | 18                             | 17                             | 16                             | 15                             | 14                             | 13                             | 12                             | 11                             | 10                             | 9                              | 8                              | 7                              | 6                              | 5                              | 4                              | 3                              | 2                              | 1                              | 0                              | 0                              | 0                              | 0                              | 1                              | 2                              | 3                              | 4                              | 5                              | 6                              | 7                              | 8                              | 9                              | 10                             | 11                             | 12–31                          | 32                             | 33                             | 34                             | 34                             | 35                             | 36-49                          | 50                             |
| --- | ----------------------------------- | ------------------------------ | ------------------------------ | ------------------------------ | ------------------------------ | ------------------------------ | ------------------------------ | ------------------------------ | ------------------------------ | ------------------------------ | ------------------------------ | ------------------------------ | ------------------------------ | ------------------------------ | ------------------------------ | ------------------------------ | ------------------------------ | ------------------------------ | ------------------------------ | ------------------------------ | ------------------------------ | ------------------------------ | ------------------------------ | ------------------------------ | ------------------------------ | ------------------------------ | ------------------------------ | ------------------------------ | ------------------------------ | ------------------------------ | ------------------------------ | ------------------------------ | ------------------------------ | ------------------------------ | ------------------------------ | ------------------------------ | ------------------------------ | ------------------------------ | ------------------------------ | ------------------------------ | ------------------------------ | ------------------------------ | ------------------------------ | ------------------------------ | ------------------------------ | ------------------------------ | ------------------------------ | ------------------------------ | ------------------------------ | ------------------------------ | ------------------------------ |
| A Ameaça Fantasma Ataque dos Clones A Vingança dos Sith |                                     |                                | I                              |                                |                                |                                | II                             |                                |                                | III                            |                                |                                |                                |                                |                                |                                |                                |                                |                                |                                |                                |                                |                                |                                |                                |                                |                                |                                |                                |                                |                                |                                |                                |                                |                                |                                |                                |                                |                                |                                |                                |                                |                                |                                |                                |                                |                                |                                |                                |                                |                                |
| Uma Nova Esperança O Império Contra-Ataca O Regresso de Jedi |                                     |                                |                                |                                | IV                             | IV                             | V                              | VI                             |                                |                                |                                |                                |                                |                                |                                |                                |                                |                                |                                |                                |                                |                                |                                |                                |                                |                                |                                |                                |                                |                                |                                |                                |                                |                                |                                |                                |                                |                                |                                |                                |                                |                                |                                |                                |                                |                                |                                |                                |                                |                                |                                |
| O Despertar da Força Os Últimos Jedi A Ascensão de Skywalker |                                     |                                |                                |                                |                                | VII                            | VIII                           | IX                             |                                |                                |                                |                                |                                |                                |                                |                                |                                |                                |                                |                                |                                |                                |                                |                                |                                |                                |                                |                                |                                |                                |                                |                                |                                |                                |                                |                                |                                |                                |                                |                                |                                |                                |                                |                                |                                |                                |                                |                                |                                |                                |                                |
| Rogue One Solo |                                     | a                              | R1                             |                                |                                |                                |                                |                                |                                |                                |                                |                                |                                |                                |                                |                                |                                |                                |                                |                                |                                |                                |                                |                                |                                |                                |                                |                                |                                |                                |                                |                                |                                |                                |                                |                                |                                |                                |                                |                                |                                |                                |                                |                                |                                |                                |                                |                                |                                |                                |                                |
| Rogue One Solo | a                                   | S                              |                                |                                |                                |                                |                                |                                |                                |                                |                                |                                |                                |                                |                                |                                |                                |                                |                                |                                |                                |                                |                                |                                |                                |                                |                                |                                |                                |                                |                                |                                |                                |                                |                                |                                |                                |                                |                                |                                |                                |                                |                                |                                |                                |                                |                                |                                |                                |                                |                                |
| The Clone Wars (+ Filme) The Bad Batch Obi-Wan Kenobi Rebels Andor Resistance The Mandalorian O Livro de Boba Fett Ahsoka |                                     | Clone Wars                     | Clone Wars                     | Clone Wars                     | Clone Wars                     |                                |                                |                                |                                |                                |                                |                                |                                |                                |                                |                                |                                |                                |                                |                                |                                |                                |                                |                                |                                |                                |                                |                                |                                |                                |                                |                                |                                |                                |                                |                                |                                |                                |                                |                                |                                |                                |                                |                                |                                |                                |                                |                                |                                |                                |                                |
| The Clone Wars (+ Filme) The Bad Batch Obi-Wan Kenobi Rebels Andor Resistance The Mandalorian O Livro de Boba Fett Ahsoka |                                     |                                | BB                             |                                |                                |                                |                                |                                |                                |                                |                                |                                |                                |                                |                                |                                |                                |                                |                                |                                |                                |                                |                                |                                |                                |                                |                                |                                |                                |                                |                                |                                |                                |                                |                                |                                |                                |                                |                                |                                |                                |                                |                                |                                |                                |                                |                                |                                |                                |                                |                                |
| The Clone Wars (+ Filme) The Bad Batch Obi-Wan Kenobi Rebels Andor Resistance The Mandalorian O Livro de Boba Fett Ahsoka |                                     | K                              |                                |                                |                                |                                |                                |                                |                                |                                |                                |                                |                                |                                |                                |                                |                                |                                |                                |                                |                                |                                |                                |                                |                                |                                |                                |                                |                                |                                |                                |                                |                                |                                |                                |                                |                                |                                |                                |                                |                                |                                |                                |                                |                                |                                |                                |                                |                                |                                |                                |
| The Clone Wars (+ Filme) The Bad Batch Obi-Wan Kenobi Rebels Andor Resistance The Mandalorian O Livro de Boba Fett Ahsoka |                                     | Rebels                         | Rebels                         | Rebels                         | Rebels                         | Rebels                         | Rebels                         | b                              |                                |                                |                                |                                |                                |                                |                                |                                |                                |                                |                                |                                |                                |                                |                                |                                |                                |                                |                                |                                |                                |                                |                                |                                |                                |                                |                                |                                |                                |                                |                                |                                |                                |                                |                                |                                |                                |                                |                                |                                |                                |                                |                                |
| The Clone Wars (+ Filme) The Bad Batch Obi-Wan Kenobi Rebels Andor Resistance The Mandalorian O Livro de Boba Fett Ahsoka | Andor                               |                                |                                |                                |                                |                                |                                |                                |                                |                                |                                |                                |                                |                                |                                |                                |                                |                                |                                |                                |                                |                                |                                |                                |                                |                                |                                |                                |                                |                                |                                |                                |                                |                                |                                |                                |                                |                                |                                |                                |                                |                                |                                |                                |                                |                                |                                |                                |                                |                                |                                |
| The Clone Wars (+ Filme) The Bad Batch Obi-Wan Kenobi Rebels Andor Resistance The Mandalorian O Livro de Boba Fett Ahsoka |                                     |                                |                                |                                |                                | Resistance                     |                                |                                |                                |                                |                                |                                |                                |                                |                                |                                |                                |                                |                                |                                |                                |                                |                                |                                |                                |                                |                                |                                |                                |                                |                                |                                |                                |                                |                                |                                |                                |                                |                                |                                |                                |                                |                                |                                |                                |                                |                                |                                |                                |                                |                                |
| The Clone Wars (+ Filme) The Bad Batch Obi-Wan Kenobi Rebels Andor Resistance The Mandalorian O Livro de Boba Fett Ahsoka | M                                   |                                |                                |                                |                                |                                |                                |                                |                                |                                |                                |                                |                                |                                |                                |                                |                                |                                |                                |                                |                                |                                |                                |                                |                                |                                |                                |                                |                                |                                |                                |                                |                                |                                |                                |                                |                                |                                |                                |                                |                                |                                |                                |                                |                                |                                |                                |                                |                                |                                |                                |
| The Clone Wars (+ Filme) The Bad Batch Obi-Wan Kenobi Rebels Andor Resistance The Mandalorian O Livro de Boba Fett Ahsoka | BF                                  |                                |                                |                                |                                |                                |                                |                                |                                |                                |                                |                                |                                |                                |                                |                                |                                |                                |                                |                                |                                |                                |                                |                                |                                |                                |                                |                                |                                |                                |                                |                                |                                |                                |                                |                                |                                |                                |                                |                                |                                |                                |                                |                                |                                |                                |                                |                                |                                |                                |                                |
| The Clone Wars (+ Filme) The Bad Batch Obi-Wan Kenobi Rebels Andor Resistance The Mandalorian O Livro de Boba Fett Ahsoka | A                                   |                                |                                |                                |                                |                                |                                |                                |                                |                                |                                |                                |                                |                                |                                |                                |                                |                                |                                |                                |                                |                                |                                |                                |                                |                                |                                |                                |                                |                                |                                |                                |                                |                                |                                |                                |                                |                                |                                |                                |                                |                                |                                |                                |                                |                                |                                |                                |                                |                                |                                |
| Era | Era                                 | Queda dos Jedi                 | Queda dos Jedi                 | Queda dos Jedi                 | Queda dos Jedi                 | Queda dos Jedi                 | Queda dos Jedi                 | Queda dos Jedi                 | Queda dos Jedi                 | Queda dos Jedi                 | Ascensão do Império            | Ascensão do Império            | Ascensão do Império            | Ascensão do Império            | Ascensão do Império            | Ascensão do Império            | Ascensão do Império            | Ascensão do Império            | Ascensão do Império            | Ascensão do Império            | Ascensão do Império            | Ascensão do Império            | Ascensão do Império            | Era da Rebelião                | Era da Rebelião                | Era da Rebelião                | Era da Rebelião                | Era da Rebelião                | Era da Rebelião                | Era da Rebelião                | Era da Rebelião                | Era da Rebelião                | Era da Rebelião                | Era da Rebelião                | Era da Rebelião                | Era da Rebelião                | Era da Rebelião                | A Nova República               | A Nova República               | A Nova República               | A Nova República               | A Nova República               | A Nova República               | A Nova República               | A Nova República               | Ascensão da Primeira Ordem     | Ascensão da Primeira Ordem     | Ascensão da Primeira Ordem     | Ascensão da Primeira Ordem     |                                | A Nova Ordem Jedi              |
| \| \| Prequela (Episódios I–III) \| \| \| Trilogia Original (Episódios IV–VI) \| \| \| Sequela (Episódios VII–IX) \| \| \| Filmes A Star Wars Story \| \| \| Séries \| a: Prólogo b: Epílogo Os episódios da web série Star Wars: Força do Destino passam-se em alturas diferentes, o que dificulta a sua inserção no cronograma. Também estão excluídos minisséries, contos, bandas desenhadas e livros do cânone oficial do Star-Wars, bem como o parque temático Star Wars: Galaxy’s Edge (entre VIII e IX). A cronologia usa o calendário ficcional do universo Star-Wars em anos antes e depois da Batalha de Yavin. A Batalha de Yavin IV representa o final do Episódio IV, em que Luke Skywalker e os rebeldes destroem a primeira Estrela da Morte. |                                     |                                |                                |                                |                                |                                |                                |                                |                                |                                |                                |                                |                                |                                |                                |                                |                                |                                |                                |                                |                                |                                |                                |                                |                                |                                |                                |                                |                                |                                |                                |                                |                                |                                |                                |                                |                                |                                |                                |                                |                                |                                |                                |                                |                                |                                |                                |                                |                                |                                |                                |
| | Prequela (Episódios I–III)          |                                |                                |                                |                                |                                |                                |                                |                                |                                |                                |                                |                                |                                |                                |                                |                                |                                |                                |                                |                                |                                |                                |                                |                                |                                |                                |                                |                                |                                |                                |                                |                                |                                |                                |                                |                                |                                |                                |                                |                                |                                |                                |                                |                                |                                |                                |                                |                                |                                |                                |
| | Trilogia Original (Episódios IV–VI) |                                |                                |                                |                                |                                |                                |                                |                                |                                |                                |                                |                                |                                |                                |                                |                                |                                |                                |                                |                                |                                |                                |                                |                                |                                |                                |                                |                                |                                |                                |                                |                                |                                |                                |                                |                                |                                |                                |                                |                                |                                |                                |                                |                                |                                |                                |                                |                                |                                |                                |
| | Sequela (Episódios VII–IX)          |                                |                                |                                |                                |                                |                                |                                |                                |                                |                                |                                |                                |                                |                                |                                |                                |                                |                                |                                |                                |                                |                                |                                |                                |                                |                                |                                |                                |                                |                                |                                |                                |                                |                                |                                |                                |                                |                                |                                |                                |                                |                                |                                |                                |                                |                                |                                |                                |                                |                                |
| | Filmes A Star Wars Story            |                                |                                |                                |                                |                                |                                |                                |                                |                                |                                |                                |                                |                                |                                |                                |                                |                                |                                |                                |                                |                                |                                |                                |                                |                                |                                |                                |                                |                                |                                |                                |                                |                                |                                |                                |                                |                                |                                |                                |                                |                                |                                |                                |                                |                                |                                |                                |                                |                                |                                |
| | Séries                              |                                |                                |                                |                                |                                |                                |                                |                                |                                |                                |                                |                                |                                |                                |                                |                                |                                |                                |                                |                                |                                |                                |                                |                                |                                |                                |                                |                                |                                |                                |                                |                                |                                |                                |                                |                                |                                |                                |                                |                                |                                |                                |                                |                                |                                |                                |                                |                                |                                |                                |

## Elenco
| Ator/Atriz                          | Personagem                   |
| ----------------------------------- | ---------------------------- |
| Mark Hamill                         | Luke Skywalker               |
| Harrison Ford                       | Han Solo                     |
| Carrie Fisher                       | Princesa Leia                |
| Billy Dee Williams                  | Lando Calrissian             |
| David Prowse James Earl Jones (voz) | Darth Vader                  |
| Anthony Daniels                     | C-3PO                        |
| Alec Guinness                       | Obi-Wan Kenobi               |
| Kenny Baker                         | R2-D2                        |
| Frank Oz                            | Yoda                         |
| Peter Mayhew                        | Chewbacca                    |
| Erik Bauersfeld (voz)               | Almirante Ackbar             |
| Ian McDiarmid                       | Imperador Palpatine          |
| Kenneth Colley                      | Capitão Piett                |
| Denis Lawson                        | Wedge Antilles               |
| Sebastian Shaw                      | Anakin Skywalker             |
| Dermot Crowley                      | General Madline              |
| Caroline Blakiston                  | Mon Mothma                   |
| Michael Pennington                  | Moff Jerjerrod               |
| Adam Bareham                        | Controlador da Stardestroyer |

## Produção

### Desenvolvimento
Tal como nos filmes anteriores, Lucas financiou pessoalmente Return of the Jedi. Lucas procurou David Lynch, que havia sido indicado para o Oscar de melhor diretor, por O Homem Elefante, em 1980, para dirigir Return of the Jedi, porém Lynch recusou para dirigir Dune (Duna). David Cronenberg também recebeu uma oferta para dirigir o filme, porém a recusou para fazer Videodrome e The Dead Zone (br: A Hora da Zona Morta). Lucas acabou então por escolher Richard Marquand; segundo alguns relatos, Lucas estaria tão envolvido nas filmagens de Return of the Jedi que ele pode até mesmo ser considerado um segundo diretor, ou até mesmo um co-diretor. É provável que ele tenha dirigido a maior parte dos trabalhos da segunda unidade pessoalmente, à medida que as filmagens passaram a correr o risco de ultrapassar os prazos; essa é uma função que Lucas havia executado de bom grado nas ocasiões anteriores em que tinha produzido um filme — como por exemplo em Raiders of the Lost Ark (br; Caçadores da Arca Perdida), The Empire Strikes Back (O Império Contra-Ataca) e More American Graffiti. O próprio Lucas admitiu sua presença frequente no set de filmagens devido à relativa inexperiência de Marquand com efeitos especiais. Lucas elogiou-o como "uma pessoa muito agradável que trabalhava bem com atores". Marquand, de fato, comentou que Lucas era uma presença constante no set, de maneira bem-humorada: "É um pouco como tentar dirigir o Rei Lear — com Shakespeare na sala ao lado!"
O roteiro foi escrito por Lawrence Kasdan e o próprio Lucas (com contribuições não-creditadas de David Peoples e de Marquand), com base na história original de Lucas. Kasdan afirma que ele teria dito a Lucas que Return of the Jedi ("Retorno do Jedi", literalmente) era um "título fraco", e Lucas decidiu posteriormente lhe dar o nome de Revenge of the Jedi ("Vingança do Jedi"). O roteiro em si só foi criado até o fim da pré-produção, bem depois de um cronograma de produção e um orçamento já terem sido aprovados por Kazanjian, e da contratação de Marquand, algo pouco comum para um filme. Em vez disso, a equipe de produção utilizou-se da história de Lucas e do rascunho bruto para começar os trabalhos com o departamento de arte. Quando chegou o momento de escrever formalmente um roteiro de filmagem, Lucas, Kasdan, Marquand e Kazanjian passaram duas semanas reunidos, discutindo ideias; Kasdan utilizou transcrições das gravações destas reuniões para construir então um roteiro. A questão do retorno de Harrison Ford para o filme surgiu durante a pré-produção; ao contrário das outras estrelas do filme, Ford não tinha assinado contrato para fazer duas sequências, e Raiders of the Lost Ark já tinha feito dele uma estrela ainda maior. Ford sugeriu que Han Solo morresse durante um ato de auto-sacrifício; Kasdan concordou, afirmando que o fato deveria ocorrer no início do filme, para deixar no espectador a dúvida a respeito da eventual sobrevivência dos outros, porém Lucas rejeitou veementemente a ideia. Originalmente Yoda não apareceria no filme, porém Marquand acreditava intensamente que um retorno a Dagobah era essencial para resolver o dilema levantado pelo filme anterior. Esta inclusão fez com que Lucas inserisse uma cena na qual Yoda confirma que Darth Vader é o pai de Luke porque, após uma discussão com um psicólogo infantil, ele não queria que os espectadores mais novos desprezassem as alegações de Vader como mentira. Muitas ideias do roteiro original foram abandonadas ou alteradas; os ewoks, por exemplo, seriam wookiees, a Millennium Falcon seria usada durante a chegada à lua florestal de Endor, e Obi-Wan Kenobi retornaria à vida a partir de sua existência espectral na Força.
Gary Kurtz, que havia produzido os dois filmes anteriores, Star Wars e The Empire Strikes Back, afirmou em 2010 que o sucesso duradouro dos produtos e brinquedos relacionados à franquia Star Wars fizeram com que George Lucas reconsiderasse a ideia de matar Han Solo, durante as ações em Endor. Luke Skywalker também deveria terminar o filme caminhando para o horizonte, sozinho e exausto como um herói de um western spaghetti, porém Lucas optou por um final mais feliz para encorajar mais vendas de produtos.

### Filmagens

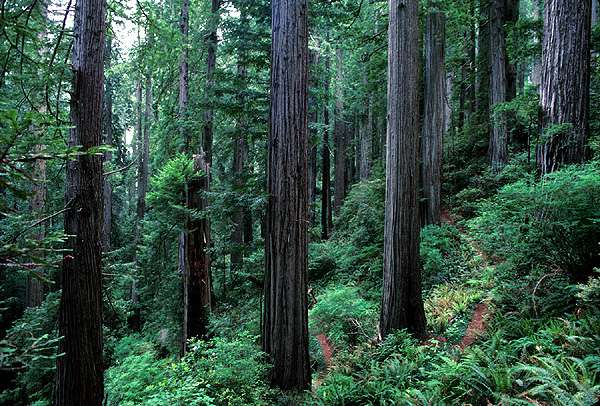
As florestas densas do Parque Nacional de Redwood foram usadas para dar vida às florestas de Endor em Return of the Jedi.

As filmagens foram iniciadas em 11 de janeiro de 1982 e duraram até 20 de maio de 1982, seis semanas a menos do que O Império Contra-Ataca. O cronograma do produtor Howard Kazanjian adiantou as filmagens o máximo possível para dar à Industrial Light & Magic (ILM) tempo suficiente para trabalhar em efeitos especiais, e fez com que alguns membros da equipe duvidassem de sua capacidade de estarem totalmente preparado para as filmagens. Com um orçamento de 32.500.000 dólares, Lucas estava determinado a impedir que o orçamento estourasse da maneira como tinha ocorrido no filme anterior; Kazanjian estimou que usar a ILM, de propriedade da Lucasfilm, para efeitos especiais poupou à produção aproximadamente 18 milhões de dólares. O fato de que a Lucasfilm não era uma companha sindicalizada, no entanto, dificultou a obtenção de locais para as filmagens e deixou-as mais caras, mesmo com o sucesso dos dois filmes anteriores. O projeto recebeu o título provisório de Blue Harvest (literalmente "Colheita Azul"), com a tagline de "Horror Beyond Imagination" ("Horror Além da Imaginação"), para disfarçar o que a equipe de produção estava de fato filmando dos fãs e dos olhos curiosos da imprensa, além de evitar que os preços cobrados pelos provedores de serviço fossem inflados .
A primeira etapa de produção começou com 78 dias nos Estúdios Elstree, na Inglaterra, e ocupou todos os nove andares do prédio. As filmagens se iniciaram com uma cena que acabou sendo apagada do corte final do filme, no qual os heróis eram surpreendidos por uma tempestade de areia quando abandonavam Tatooine (esta foi a única sequência importante cortada do filme durante a edição). Enquanto tentava filmar a luta de Luke Skywalker com o monstro Rancor, Lucas insistiu em criar a cena no mesmo estilo dos filmes Godzilla, de Toho, utilizando um dublê disfarçado. A equipe de produção fez diversas tentativas, porém não conseeguiram obter um resultado adequado. Lucas eventualmente desistiu da ideia, e filmou o monstro com um marionete exibido em velocidade acelerada. Em abril, a equipe se mudou para o Deserto de Yuma, no Arizona, e gravou durante duas semanas as cenas externas de Tatooine. A produção então se deslocou para as florestas de sequoias do norte da Califórnia, nos arredores de Crescent City, onde passaram duas semanas filmando os exteriores da floresta de Endor, e concluíram as filmagens nos estúdios da ILM, em San Rafael, para dez dias de take de chroma key. Uma das unidades de pós-produção que filmava cenários de fundo com a técnica de matte painting passou um dia no Vale da Morte. A outra era uma unidade especial Steadicam que filmou cenários de floresta de 15 a 17 de junho de 1982, para as perseguições nas motocicletas voadoras do meio do filme. O inventor da Steadicam, Garrett Brown, operou pessoalmente o equipamento durante estes takes, andando por uma trilha no meio da floresta a menos de um frame por segundo. Caminhando a 8 quilômetros por hora e projetando o vídeo a 24 frames por segundo, o resultado final do filme parece ter sido filmado a cerca de 190 quilometros por hora.

## Principais prêmios e indicações
Ganhou o Oscar de melhores efeitos especiais, além de ter sido indicado em outras 4 categorias: melhor trilha sonora, melhor direção de arte, melhor som e melhor mixagem de som.

## 3D
Em setembro de 2010, a Lucasfilm anunciou que todos os seis filmes da saga Star Wars seriam convertidos para 3D e relançados nos cinemas em ordem cronológica, começando por A Ameaça Fantasma, que teve seu relançamento em 2012. O Retorno de Jedi deverá estrear em 2017, mas existe a possibilidade de cancelamento de todos os relançamentos em 3D dos outros filmes da saga, desde o Episódio II até o Episódio VI, devido ao baixo retorno financeiro do lançamento em 3D do Episódio I: A Ameaça Fantasma e aos planos da Disney (atual proprietária da Lucasfilm) de concentrarem esforços nos novos filmes da saga, a partir do Episódio VII, que já foi lançado.